# Raymond Meunier
Pour les articles homonymes, voir Meunier.
Raymond Meunier est un acteur français, né le 15 janvier 1920 à Fontainebleau et mort le 17 juin 2010 à Puilboreau.

## Biographie
Figure familière du cinéma populaire français, son rôle le plus célèbre reste celui de Monseigneur, l'un des prisonniers qui cherchent à s'évader dans Le Trou de Jacques Becker.
Il joue le rôle de Blanchot, l'écuyer râleur de Thibaud, dans le feuilleton télévisé Thibaud ou les Croisades.
Il meurt le 17 juin 2010 à Puilboreau (Charente-Maritime), à l'âge de 90 ans. Il est inhumé le 21 juin au cimetière de Laleu, en présence de Maxime Bono.

## Filmographie

### Cinéma
- 1947 : Miroir de Raymond Lamy
- 1948 : La Figure de proue de Christian Stengel
- 1949 : Marlène de Pierre de Hérain
- 1949 : Ronde de nuit de François Campaux
- 1949 : L'Héroïque Monsieur Boniface de Maurice Labro (Le barman)
- 1951 : Le Garçon sauvage de Jean Delannoy
- 1952 : L'amour n'est pas un péché de Claude Cariven
- 1953 : La Môme vert-de-gris de Bernard Borderie
- 1960 : Le Trou de Jacques Becker
- 1960 : La Vérité d'Henri-Georges Clouzot
- 1961 : Le Monocle noir de Georges Lautner
- 1962 : En plein cirage de Georges Lautner
- 1962 : Le Septième Juré de Georges Lautner
- 1962 : Carillons sans joie de Charles Brabant
- 1962 : L'Œil du Monocle de Georges Lautner
- 1964 : Des pissenlits par la racine de Georges Lautner
- 1964 : Le Monocle rit jaune de Georges Lautner
- 1965 : Pas de caviar pour tante Olga de Jean Becker
- 1966 : Tendre Voyou de Jean Becker
- 1966 : Paris brûle-t-il ? de René Clément
- 1967 : La Grande Sauterelle de Georges Lautner
- 1968 : L'Astragale de Guy Casaril
- 1970 : Dernier Domicile connu de José Giovanni
- 1971 : Mourir d'aimer d'André Cayatte
- 1971 : Le drapeau noir flotte sur la marmite de Michel Audiard
- 1972 : Fusil chargé de Carlo Lombardini
- 1972 : Trop jolies pour être honnêtes de Richard Balducci
- 1973 : Les Gaspards de Pierre Tchernia
- 1975 : La ville est à nous de Serge Poljinsky
- 1982 : L'Été meurtrier de Jean Becker
- 1984 : Le Soulier de satin de Manoel de Oliveira
- 1991 : Loulou Graffiti de Christian Lejalé

### Courts-métrages
- 2004 : Fort intérieur de Patrick Poubel
- 2005 : Angélus de Stéphane Ballouhey

### Télévision
- 1959 : La Belle Équipe d'Ange Casta (Série TV) (uniquement assistant réalisateur)
- 1962 : Le taxi (L'inspecteur Leclerc enquête) de Vicky Ivernel
- 1963 : Ultra confidentiel (L'inspecteur Leclerc enquête) de Marcel Bluwal
- 1964 : L'Abonné de la ligne U de Yannick Andreï
- 1967 : En votre âme et conscience, épisode : L'Affaire Dumollard de  Jean Bertho
- 1968 : Thibaud ou les Croisades d'Henri Colpi
- 1969 : Fortune d'Henri Colpi
- 1969 : Le Cœur cambriolé de Lazare Iglesis
- 1969 : Que ferait donc Faber ? (série) réal. par Dolorès Grassian
- 1970 : Les Enquêtes du commissaire Maigret de Claude Barma, épisode : L'Écluse n° 1 : Fernand
- 1971 : Les Nouvelles Aventures de Vidocq de Marcel Bluwal, épisode : Les Chauffeurs du Nord
- 1975 : Pilotes de courses, série télévisée de Robert Guez : le vendeur de pièces détachées
- 1976 : Le Milliardaire téléfilm de Robert Guez : Paul, le jardinier
- 1976 : Le Château des Carpathes de Jean-Christophe Averty : Rotzko
- 1977 : Désiré Lafarge  épisode : Désiré Lafarge prend le train  de Jean-Pierre Gallo
- 1980 : Patricia d'Emmanuel Fonlladosa